# الحور العين (مسلسل)
الحور العين مسلسل سوري تم إنتاجه وبثه عام 2005، تمثيل سلوم حداد، وسناء يونس، وصفاء سلطان، وندين تحسين بك، سليم كلاس، وعبير عيسى، ومشعل المطيري، ونور الخراط وآخرون. ومن إخراج نجدة إسماعيل أنزور. ورؤية المسلسل تعبر عن مفهوم الإرهاب ومدى اختلافه عن مفهوم الجهاد في الإسلام. 